# Дрябловка
Дрябловка — река в России, протекает в Поназыревском районе Костромской области. Устье реки находится в 12 км по правому берегу реки Хмелёвка. В Дрябловку слева впадает Иловатик. Длина Дрябловки с Иловатиком составляет 12 км.
Река пересекает ветку Северной железной дороги (бывшей Вологдо-Вятской железной дороги) на участке Якшанга — Поназырево.
Населённых пунктов по берегам реки нет.

## Данные водного реестра
В государственном водном реестре России указано, что Иловатик впадает в Хмелёвку, однако на картах Иловатик обозначен как левый приток Дрябловки, которая является притоком Хмелёвки.
По данным государственного водного реестра России относится к Верхневолжскому бассейновому округу, водохозяйственный участок реки — Ветлуга от истока до города Ветлуга, речной подбассейн реки — Волга от впадения Оки до Куйбышевского водохранилища (без бассейна Суры). Речной бассейн реки — (Верхняя) Волга до Куйбышевского водохранилища (без бассейна Оки).
Код объекта в государственном водном реестре — 08010400112110000042001.